# 土毛
土毛（どもう）とは、古代日本において特定の土地から産出される作物のこと。「くにつもの」と読ませた例もある。人間の毛髪のように、その土地に自然に生えるものを意味するとされている。

## 概要
支配者への土毛の献上は、その土地がその支配者の支配に服していることを象徴するものとされた。そのため、律令制においても土毛の貢納は重要視され、賦役令によれば郡稲によって現地の土毛を時価で買い上げて朝廷へ貢納するものとされた。これに対して官物によって買い上げられ、朝集使によって貢納されたものは「諸国貢献物」と称されて区別された。平安時代に入ると、土毛と諸国貢献物の区別が曖昧となるとともに財政制度に組み込まれて交易雑物へと発展することになった。